# AAA宇野実彩子のラジオUNOッコリー
『AAA宇野実彩子のラジオUNOッコリー』（トリプル・エー・うのみさこ・の・ ラジオ・ウノッコリー）は、2011年から2014年までエフエムラジオ新潟に放送された宇野実彩子の初の冠レギュラーラジオ番組。

## 概要
- 宇野実彩子がやまだひさしの影響を受けると、ラジオ番組に興味を持ち始める[1]。ブロッコリー無しでは宇野は語れないという事によって、この番組には「UNOッコリー」を名付ける[2]。
- ニッポン放送で放送されるバラエティ番組『東貴博 ニッポン全国 ラジベガス』・『東貴博のヤンピース』のうち、水曜日の同じ時間帯に放送された番組コーナー『宇野実彩子のEnglish Lyrics Selection』（宇野実彩子のイングリッシュリリックセレクション）終了から約4年ぶりに1人パーソナリティ。
- 2012年7月17日・8月28日は生放送である[3][4]。2014年4月22日に特別番組「TOKYO FM & JFN present ESRTH × HEART LIVE 2014」が放送のため、12:00 - 12:30に変更となる。

## 番組コーナー

### UNOの種
- 新潟県を第二の故郷にするため、いろんな種を蒔き、色々様々な事を知って調べて挑戦してという意味によってコーナー名[2]。

### アクセスUNOエリア
- リスナーから送ってくれた質問、相談などメッセージを語る[2]。

## 挿話

### UNOッコリー
- UNOッコリー（ウーノッコリー）は、宇野実彩子と不二家のペコちゃんコラボレーションのキャラクターで、自ら好きなブロッコリーとペコちゃんを原型からデザインするゆるキャラである。
- アクセスUNOエリアでメッセージを読まれたリスナーの中から抽選でUNOッコリーのキーホルダーを毎週1名に贈る[5]。
- 2012年6月2日、AAAとして新潟公演の際にUNOッコリー3点セットのTシャツ・パンツ・リングを着ている[6]。それ以降、毎年AAAのライブツアー終了間際に、ツアースタッフとともにUNOッコリーのTシャツを着てお祝いする[7]。
- 人形タイプの抱き枕もある[8][9]。ただし、「非売品。私用に」と語る[10]。

### Geo World VIP
- Geo World（ジオ・ワールド）は、ビップ・グループ（VIP Group）に所属する新潟県三条市の結婚式場で、宇野実彩子が2012年にAAAとしてデビュー7周年を迎える際に募集した番組スポンサーである[11]。
- 歴代のコマーシャルソングは、AAAの『Perfect』（2012年 - 2014年）、『V.O.L』（2014年 - 2015年）、『Distance』（2015年 - ）。

## ゲスト
- 浦田直也：2011年10月4日（電話出演）、2011年12月24日[12]。
- やまだひさし：2011年10月18日[1]
- 日高光啓：2012年6月5日・12日、2013年8月6日・13日
- 西島隆弘：2013年12月31日
- Da-iCE：2014年1月7日（工藤大輝・和田颯）・1月14日（岩岡徹・大野雄大・花村想太）[12]